# حسین‌آباد نظام
حسین‌آباد نظام یک روستا در ایران است که در بخش مرکزی شهرستان سیرجان واقع شده‌است.